# Ómer (ciutat)
Omer (en hebreu, עומר) és una població situada a la part septentrional del desert del Nègueb, a 4 km de Beerxeba. Pertany al districte del Sud d'Israel. El nom prové, simbòlicament, de la denominació bíblica per a la garba de la primera collita a la primavera (Levític 23,11).
Ja l'any 1949 es provà sense èxit de fundar un assentament a la zona d'Omer. La localitat actual fou refundada el 1961. A partir dels anys setanta, Omer esdevingué un dels llocs més atraients del Nègueb i el 1975 obtingué l'estatus de consell local. Professors, metges, autònoms, industrials, etc. s'hi establiren, i avui Omer és el tercer municipi més ric d'Israel. La majoria de professors i investigadors de la Universitat Ben-Gurion hi viuen.
A Omer gairebé no hi ha altra cosa que cases unifamiliars. La localitat dona una imatge molt neta i cuidada, que contrasta amb els petits llogarrets propers habitats per beduïns àrabs i que són dels assentaments més pobres del país.
El terme municipal d'Omer és adjacent al de Beerxeba, de la qual és una ciutat satèl·lit. Al sud hi ha la població beduïna de Tel Sheva i cap al nord hi ha un polígon industrial construït per l'industrial Stef Wertheimer. En aquest polígon hi ha nombroses empreses de tecnologies de la informació i és un dels més pròspers i exitosos d'Israel.
Omer fou el model d'altres localitats properes a la regió, com ara Lehavim i Metar, que s'han desenvolupat molt ràpidament i han assolit nivells econòmics molt similars.